# Tilikratis FC
Tilikratis FC (en griego: ΑΟ Τηλυκράτης Λευκάδας) es un equipo de fútbol de Grecia que juega en la Gamma Ethniki, la tercera división nacional.

## Historia
Fue fundado el 5 de marzo de 1927 en la ciudad de Lefkada por alumnos del Liceo de Lefkada fue "Sappho" y se mantuvo hasta 1926. En el mismo año, por Decreto Legislativo del entonces Ministerio de Religión y Educación, la Dirección Nacional de Educación Física ( D.E.F. ) se estableció y se concedió a los Prefectos la facultad de establecer clubes de Educación Física. En base a esto, el 3 de mayo de 1927, la Prefectura de Preveza fundó la Asociación Nacional de Educación Física de Lefkada "Tilykratis", con sus colores rojo y azul, y el emblema de las letras mayúsculas Tau (T) y Lambda (L) (Tilykratis de Lefkada) en el lado izquierdo de la camiseta. El nombre lo cambiaron a nombre actual en 1926 por el personaje Telycrates, quien destruyó a los atenienses en la Batalla de Egospótamos en el año 450 d. C.
En 1954-1955 el Tilykratis participó en el campeonato local, en el grupo sur, que incluía los equipos de Preveza y Lefkada. Terminó de primero y jugó la final contra el Atromitos Ioannina. Tras un empate en Lefkada (2-2) y una derrota en Ioannina (3-1) perdió el campeonato. En la temporada de 1955-1956, pasando por sucesivas fases, llega a la final. En la final fue derrotado por Panambraki Artas. En la temporada de 1956-1957 el campeonato se desarrolla en un solo grupo. Por primera vez, los equipos descienden para crear una segunda división. Tilykratis terminó noveno y descendió. En los años siguientes participó en el 2.º amateur. En 1960-1961 consiguió el ascenso al A' amateur, y en los años siguientes siguió participando en el A' amateur.
Para que el fútbol de Lefkada obtuviera una representación más fuerte en los campeonatos nacionales, en 1963 el Telikratis se fusionó con el segundo club más fuerte de la isla. llamado Lefkatas, que fue fundado en 1951. El cabo de Lefkada dio su nombre a la isla de Lefkada. El producto de la fusión se denominó Panleufkadios. En la temporada de 1966-1967 ya como Panleufkadios, ganó el campeonato. El predominio de la dictadura el 21 de abril de 1967 al final de la temporada provocó cambios dramáticos y obligatorios en el fútbol griego. El Panleufkadios no avanzó al segundo nivel nacional mientras que el tercer nivel nacional fue abolido.
En 1968, fue obligado por la Dictadura a rebautizarse como Phoenix Lefkados. En la temporada de 1969-1970 ganó el campeonato y participó en el campeonato amateur especial de 1970. No logró subir a la segunda división. En los años siguientes participó en la categoría A'. Consiguió ganar la copa regional en la temporada 1973-1974. En 1974 volvió a su nombre original Telykratis. El momento más importante del club hasta 2011 es el ascenso a la Gamma Ethniki como campeón del 5.º grupo de la Delta Ethniki. Su departamento de fútbol participó en las temporadas 2011-2012 y 2012-2013 en la tercera división nacional. Se fue antes de iniciar la temporada 2013-2014 por la imposibilidad de formar el equipo.
En la temporada de 1974-1975 el Tilykratis ganó el primer lugar en el grupo sur de la liga amateur A'. Además fue finalista de la copa regional. Al ganar el primer lugar del campeonato, participó en el Campeonato Especial Amateur de 1975 por el ascenso a la Segunda Liga Nacional. El 20 de marzo iniciaron los partidos de clasificación de Gytheion, derrotando al Pangytheatiko por 2-1. El primer gol lo marcó Panos Politis en el minuto 12 con un disparo desde fuera del área y en el minuto 17 un potente disparo de Kolongi pegó en el poste. En el 76', Khatzaras empató para los locales, pero la sustitución de Giorgos Christou dio la victoria con un cabezazo tras un centro de Gantzia en el 87'.
Después de una serie de victorias (por ejemplo el 5-0 sobre el AEK Tripoli), el partido histórico con PAO siguió el 14 de mayo de 1975 en el estadio municipal de Ilioupoli. El partido fue especialmente crucial, ya que con una victoria los isleños reforzarían sus posibilidades de ascenso y fue visto por un número récord de aproximadamente 1200 lefkadianos, así como por la Junta Directiva del club Lefkadian Attica. Fue emocionante y terminó con una victoria de 2-0 para el equipo local (Patsis 19', Fotoulakis 87'), que finalmente avanzó con 11 puntos de diferencia sobre el 4.º lugar, mientras que un diario deportivo de la época escribió sobre este último: "Pésimo equipo con defensa cerrada, excelente centro y ataque de fuego, es un grupo con grandes pretensiones".
En 2014 intentaron recuperar el club. La solución dada fue adquirir la licencia del club "Elpides - Odysseas Nydriou" por medio de una fusión. El producto de la fusión recibió el nombre de "A.O. Nuevos Telikratis de Lefkada 2014". El objetivo del equipo era volver a las categorías nacionales. En la temporada 2014-2015 el Tilykratis se clasificó para los play-offs. Antes de los play-offs, hubo un partido de clasificación contra el AS Panlefkadio Kalamitsiou por el segundo puesto, con la victoria de Tilykratis (2-0). Tras superar al Apollon Pargas (2-2, desempate a favor de Tilykratis), fue eliminado por Preveza FC (0-2). En la temporada 2015-2016 el Tilykratis ganó el campeonato regional. En la temporada 2016-2017 finalizó en el 7.º lugar y se mantuvo en la 3.ª división nacional. En la temporada 2017-2018 consiguió el primer puesto del tercer grupo de la 3.ª división y consiguió el ascenso a la 2.ª división a través de los play-offs de los primeros grupos. Al final, terminó en tercer lugar y no pudo ascender. En la 2018-2019 finalizó en la 8.ª posición, por encima de la línea de descenso, sin lograr la buena racha de la temporada anterior.
En la temporada 2019-2020 participó en la Delta Ethniki, pero en realidad en la cuarta división debido a la reestructuración que se llevó a cabo. El campeonato no se completó debido a la pandemia de COVID-19. La federación de fútbol validó las puntuaciones tal como estaban antes de la interrupción. El Tilykratis terminó en sexto lugar con 36 puntos, empatado con el AS Tinaliako Acharavis. Al mismo tiempo llegó a la final de la copa regional ante el Preveza FC, que también fue interrumpida. En el sorteo que siguió, el otro finalista fue declarado ganador. En la temporada 2020-2021 el campeonato se jugó en una ronda en lugar de dos. Tilykratis ganó el tercer lugar. En 2021-2022, Tilykratis protagonizó el campeonato y peleó con Panachaiki por el primer puesto. Finalmente terminó en segundo lugar. En el mismo año también ganó la copa EPS derrotando a Triamvos Lourou por 3-0 en la final.

## Palmarés
- Gamma Ethniki (2): 2017-18, 2022-23
- Delta Ethniki (1): 2010-11
- Liga de Preveza - Lefkada (5): 1982-83, 1987-88, 1996-97, 2004-05, 2015-16
- Copa de Preveza - Lefkada (8): 1987-88, 1989-90, 1998-99, 2009-10, 2010-11, 2017-18, 2018-19, 2021-22
- Supercopa de Preveza - Lefkada (1): 2018
- Primera División de Epiro (3): 1966-67, 1969-70, 1974-75
- Copa de Epiro (1): 1973-74
- Segunda División de Epiro (2): 1960-61, 1979-80